# Беркут, Наталья Петровна
Наталья Петровна Беркут (укр. Наталія Петрiвна Беркут; род. 30 мая 1975, Чернигов) — украинская легкоатлетка, специалистка по бегу на длинные дистанции, кроссу и марафону. Выступала на профессиональном уровне в 1997—2008 годах, победительница Кубка Европы, многократная чемпионка Украины, действующая рекордсменка страны в дисциплинах 5000 и 10 000 метров, участница двух летних Олимпийских игр.

## Биография
Наталья Беркут родилась 30 мая 1975 года в Чернигове, Украинская ССР. Занималась лёгкой атлетикой в Киевской области, выступала за спортивное общество «Спартак».
Впервые заявила о себе на международном уровне в сезоне 1997 года, когда одержала победу на полумарафоне в рамках Кошицкого международного марафона мира.
В 1998 году в беге на 5000 метров финишировала седьмой на Кубке Европы в Санкт-Петербурге и выиграла серебряную медаль на чемпионате Украины в Киеве.
На чемпионате Украины 2000 года одержала победу сразу в двух дисциплинах, 5000 и 10 000 метров.
В 2001 году бежала 10 000 метров на чемпионате мира в Эдмонтоне, заняла итоговое 17-е место.
В 2002 году показала 51-й результат на чемпионате мира по кроссу в Дублине, выступила в дисциплине 10 000 метров на чемпионате Европы в Мюнхене.
В 2003 году в беге на 10 000 метров заняла 22-е место на чемпионате мира в Париже, отметилась победой на полумарафоне в Пиле, сошла на Нагойском международном женском марафоне, стала 13-й на Нью-Йоркском марафоне.
В 2004 году с результатом 2:32:49 финишировала третьей на Наганском марафоне. На Мемориале Владимира Куца в Москве превзошла всех соперниц и установила ныне действующий рекорд Украины в беге на 5000 метров — 14:59.26. Позднее на чемпионате России по бегу на 10 000 метров отметилась ещё одним ныне действующим национальным рекордом — 31:08.89. Благодаря череде успешных выступлений удостоилась права защищать честь страны на летних Олимпийских играх в Афинах — в программе 10 000 метров сошла с дистанции, не показав никакого результата.
В 2005 году в дисциплине 5000 метров стала седьмой на Кубке Европы во Флоренции, победила на полумарафонах в Пиле, Бостоне и Балтиморе, сошла на Нью-Йоркском марафоне.
В 2006 году в беге на 5000 метров была третьей на Кубке Европы в Малаге, на дистанции 20 км финишировала восьмой на чемпионате мира по бегу по шоссе в Дебрецене.
В 2008 году заняла пятое место на Кубке Европы по бегу на 10 000 метров в Стамбуле, в дисциплине 5000 метров победила на Кубке Европы в Анси, с личным рекордом 2:32:15 стала 16-й на Осакском международном женском марафоне. Должна была бежать на 10 000 метров на Олимпийских играх в Пекине, присутствовала в стартовом протоколе, однако в итоге на старт не вышла. По итогам сезона завершила спортивную карьеру.